# 亚森特·里戈
亚森特·里戈（法語：Hyacinthe Rigaud，發音：[jasɛ̃t ʁiɡo]，發音：[ʒəˈsin riˈɣaw ˈrɔz i ˈsɛrə]；1659年7月20日—1743年12月27日），法国画家，以宫廷人物肖像画擅长，代表作《路易十四》。